# Fredrik Thordendal
Fredrik Thordendal est un guitariste suédois, né le 11 février 1970. Il est connu pour être l'un des membres fondateurs du groupe de metal expérimental Meshuggah.

## Biographie
Fredrik Thordendal commença sa carrière en 1985 avec la formation du groupe "Metallien", à l'âge de 15 ans. Le groupe était alors très influencé par les groupes de thrash metal (comme Metallica par exemple) qui sévissaient alors. Après plusieurs changements de personnel et de noms de groupe, il forma le groupe Meshuggah avec son ami Jens Kidman en 1987. Ils enregistrèrent leur premier EP en 1989, Psykisk Testbild.
En 1991, Thordendal s'est coupé l'extrémité de son majeur gauche à son travail d'alors, le privant de toute activité musicale pour l'année 1991 et une grande partie de 1992. Grâce à la chirurgie, il put récupérer la partie manquante de son doigt et après une année de dure rééducation, il retrouva sa dextérité.
1994 marque le retour du groupe à l'enregistrement, avec l'EP None. Cet EP marque une véritable avancée dans la musique du groupe, dont le son commence ici à atteindre une certaine maturité. Thordendal y signera Humiliative, ainsi que Gods of Rapture qui fut régulièrement jouée en fin de concert pendant les années 1990.
En 1995, il enregistre toujours avec Meshuggah l'album Destroy Erase Improve, qui correspond au deuxième album du groupe. On y retrouve un style de composition encore plus avancé et progressif que sur l'EP None, Thordendal signant la grande majorité des chansons de l'album, dont Future Breed Machine, futur classique du groupe.
En 1997, il sort son premier album solo, Sol Niger Within, sous le nom Fredrik Thordendal's Special Defects. Avec notamment l'aide de son ami de longue date Petter Marklund pour les paroles, et de nombreux autres musiciens invités, Thordendal a réalisé un véritable mélange de genres, transportant l'auditeur dans un voyage qu'il voulait apparenté à une psychose.

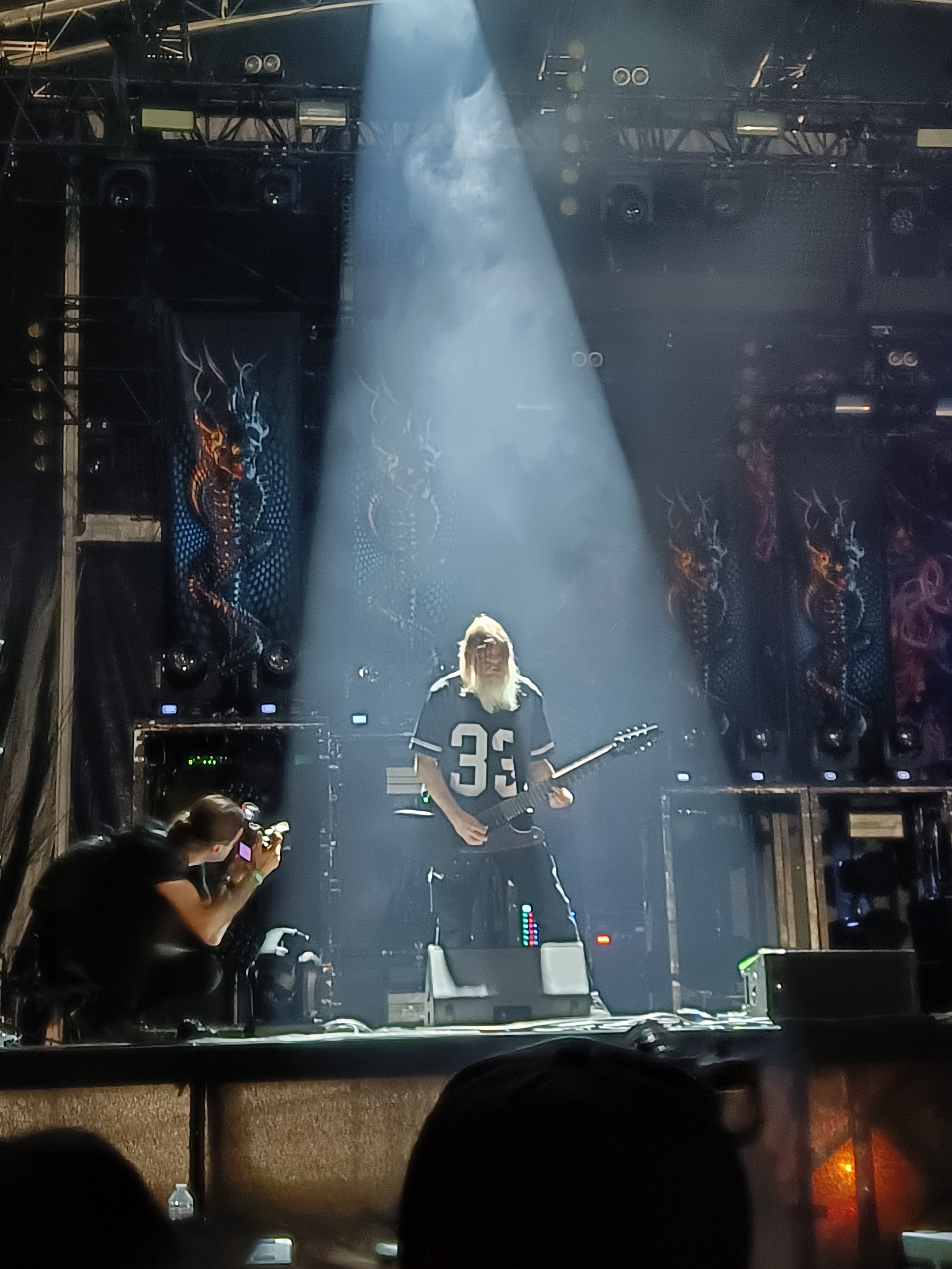
Thordendal au Motocultor Festival en 2024

Après avoir terminé son album solo, Thordendal revint en 1998 à la composition au sein de Meshuggah, ainsi le groupe travaillera d'arrache-pied à ce qui constitue l'un de ses albums les plus célèbres Chaosphere, qui est également l'un des plus agressifs. Le groupe réalisera notamment, au cours de la tournée nord-américaine assurant la promotion de l'album, une vidéo pour la deuxième piste de l'album, New Millennium Cyanide Christ. Bien que le groupe n'avait au départ aucune intention de la distribuer, elle constituera l'une de leurs vidéos les plus visionnées.
En tant que l'un des principaux compositeurs et guitariste leader de Meshuggah, Thordendal a permis l'évolution du groupe d'un son assimilé au thrash metal vers une forme plus proche du metal expérimental, notamment en y apportant ses influences Jazz ; l'un de ses musiciens favoris, Allan Holdsworth a eu sur son jeu une influence particulièrement importante.